# Пам'ятник Параджанову (Тбілісі)
Пам'ятник Параджанову — у Тбілісі, встановлений на згадку про радянського кінорежисера, корінного тбілісця, Сергія Параджанова (1924-1990). Знаходиться на вулиці Ватний ряд у старому місті, на торцевій стороні будинку 7 (Манташевські торгові ряди). Одна з визначних пам'яток міста.

## Історія
Пам'ятник створено до 80-річчя Параджанова. Виготовлення виконане в Італії. На відкритті пам'ятника 6 листопада 2004 присутні представники грузинської культурної еліти, гості з Вірменії, Росії й України.
Скульптор Важа Мікаберідзе створив образ, що «летить», використавши фотографію Юрія Мечитова «Час польоту», зроблену, коли Параджанов стрибнув через вулицю Махарадзе (кут з вулицею Арсена Одзелашвілі) в Тбілісі.